# Nelsinho Santana
Nelson Santana surnommé Nelsinho, né le 31 juillet 1955, mort le 24 décembre 1964, est un jeune brésilien mort à neuf ans d'un cancer. Il est reconnu vénérable par le pape François. Sa fête est le 24 décembre.

## Biographie
Nelson Santana naît le 31 juillet 1955 à Ibitinga dans l'État de São Paulo au Brésil. D'une famille nombreuse, il est le troisième des huit enfants de João Joaquim Santana et de Ocrécia Santana.
Un ostéosarcome lui est diagnostiqué à huit ans en 1963. L'infirmière et la religieuse qui s'occupent de lui témoignent de son « extraordinaire capacité » à comprendre le sens de la souffrance du Christ. Il continue à recevoir le catéchisme à l'hôpital, et y fait sa première communion ; il ne se plaint jamais.
Quand on lui apprend qu'il devra être amputé du bras, il ne se plaint pas non plus. Il prédit qu'il partira au ciel la veille de Noël. Il meurt effectivement de son cancer le 24 décembre 1964, veille de Noël, à neuf ans,,.
Sa famille étant pauvre et ne pouvant payer les obsèques, il est d'abord enterré à Araraquara avec les indigents ; puis une famille chrétienne offre une tombe avec concession perpétuelle dans le cimetière de São Bento. Cette tombe continue à être fréquentée, même après le transfert de sa sépulture à Ibitinga, son lieu de naissance.
La réputation de sainteté de Nelsinho se répand à travers le pays, et de nombreuses grâces qui lui sont attribuées sont signalées.

## Procédure en béatification
La procédure pour la béatification de Nelson « Nelsinho » Santana est ouverte dans le diocèse de São Carlos (pt), au Brésil. Après l'enquête positive au niveau diocésain, le dossier est transmis à Rome. La Congrégation pour les causes des saints valide la procédure diocésaine et effectue une nouvelle enquête, qui conclut que Nelson Santana a pratiqué les vertus chrétienne à un degré héroïque. Le pape François et le préfet de la congrégation publient le 6 avril 2019 le décret reconnaissant l'héroïcité de ses vertus, ce qui le proclame « vénérable ».
Sa fête est le 24 décembre.